# Tamazolapa
Tamazolapa är en ort i Mexiko.   Den ligger i kommunen Coscomatepec och delstaten Veracruz, i den sydöstra delen av landet, 220 km öster om huvudstaden Mexico City. Tamazolapa ligger 1 940 meter över havet och antalet invånare är 232.
Terrängen runt Tamazolapa är huvudsakligen kuperad, men västerut är den bergig. Terrängen runt Tamazolapa sluttar österut. Runt Tamazolapa är det tätbefolkat, med 331 invånare per kvadratkilometer. Närmaste större samhälle är Huatusco de Chicuellar, 17,6 km nordost om Tamazolapa. Omgivningarna runt Tamazolapa är en mosaik av jordbruksmark och naturlig växtlighet.